# OV-chipkaartsysteem

OV-chipkaart logo

Het OV-chipkaartsysteem omvat de complete technologie die zorgt voor het functioneren van het landelijke vervoerbewijs in Nederland, de OV-chipkaart.

## Chronologie
Hieronder een korte tijdlijn van belangrijke mijlpalen in de geschiedenis van de invoering van het OV-chipkaartsysteem in Nederland.
- 2001: Oprichting Trans Link Systems door 5 openbaarvervoerbedrijven
- begin 2002-juli 2003: Tenderproces resulterend in een overeenkomst tussen TLS en East-West E-ticketing B.V.
- april 2005-2011: Uitrol bij vervoerders in Nederland, beginnend in Rotterdam, met eind 2005 de eerste interoperabele reis (met overstap tussen vervoerders) tussen RET en Connexxion en medio 2006 invoering bij NS op de Hoekse Lijn.
- mei 2009: Aanpassing van de Europese regelgeving zodat TLS geen bankvergunning nodig had.[1]
- november 2011-juli 2014: Afschaffing van oude vervoersbewijzen: eerst de Nationale Strippenkaart, in januari 2014 het VBN-sterabonnement en ten slotte het papieren treinkaartje.
- november 2015-2022: Proeven met betalen met een bankpas, smartphone of wearable,[2] vanaf 2019 onder de naam OVpay.
- 2022-juni 2023: Geleidelijke uitrol OVpay voor reizen zonder abonnement[3] met in januari 2023 introductie in treinen, voor tweede klasse reizen[4] en in juni 2023 als laatste introductie in de bussen en trams van de RET.[5][6][7]
- september 2023-juli 2024: Introductie van kortingsproducten voor stads- en streekvervoer via OVpay. [8][9]
- april 2024-heden: proeven met de OV-pas als opvolger van de ov-chipkaart binnen OVpay in bussen van Keolis in Almere.[10][11][12]

## Systeem

### Reden invoering OV-chipkaartsysteem
In 1980 werden de nationale vervoerbewijzen ingevoerd. Voorheen hanteerde elk vervoerbedrijf zijn eigen tarieven en kaartjes. Deze kaartintegratie was echter nadelig voor de bedrijfsvoering van de stads- en streekvervoerbedrijven, omdat hierdoor belangrijke gegevens over gerealiseerde reizigerskilometers per vervoerbedrijf niet langer konden worden geproduceerd. Voor de Nationale Strippenkaart en het sterabonnement werd namelijk een landelijk tarief gehanteerd. Er waren alleen gegevens over kaartverkoop, maar niet over het gebruik van de kaarten. Hierdoor was het moeilijk, zo niet onmogelijk, om prestaties van vervoerbedrijven nauwkeurig te beoordelen. Daarom wilden de vervoerbedrijven weer van de strippenkaart af. Om toch enigszins inzicht te krijgen in het reisgedrag werd de Werkgroep Reizigers Omvang en Omvang Verkopen opgericht. Deze organisatie deed via bijvoorbeeld enquêtes of metingen onderzoek. Deze onderzoeken waren vrij kostbaar.
De realisatie van een elektronische betaalsysteem zou voor de vervoerbedrijven verschillende voordelen met zich meebrengen, waaronder de mogelijkheid tot tariefdifferentiatie op basis van bijvoorbeeld afstand, tijdstip, leeftijd, dag van de week, vervoerwijze en vervoerkwaliteit (bijvoorbeeld hoogwaardig openbaar vervoer). Ook konden vervoerbedrijven en verantwoordelijke overheden op deze manier weer nauwkeuriger informatie krijgen over het gebruik van het openbaar vervoer, waardoor 'probleemverbindingen' sneller aandacht krijgen. Waar vervoersgroei is kunnen lijnen versterkt of aangepast worden, zodat voertuigen efficiënter zouden kunnen worden ingezet. Het nadeel is dat slechtlopende openbaarvervoergebieden minder opbrengsten gaan krijgen, waardoor er (nog) meer bezuinigd moet worden of dat het kilometertarief verhoogd moet worden, met als gevolg dat de kwaliteit en kwantiteit van het openbaar vervoer kan teruglopen.
Een ander voordeel is dat een reiziger met één centraal systeem in principe nog maar één kaart nodig heeft om te kunnen reizen met het openbaar vervoer in Nederland.
Tussen 1984 en 1989 werd daarom gewerkt aan een elektronisch betaalsysteem onder de naam De MagneetKaart. Dit project mislukte echter.

### Opkomst chipkaart
Toen het magneetkaart-project eind jaren tachtig definitief van de baan was, waren zowel de overheid als de vervoerbedrijven het er over eens dat vervanging van de huidige strippenkaart wenselijk blijft. Een alternatief op de magneetkaart zou de chipkaart kunnen zijn, die destijds nog in ontwikkeling was. Een chipkaart ziet er qua formaat en materiaal hetzelfde uit als een magneetkaart; een kunststof kaartje op creditcardformaat. In plaats van een zwarte magneetband zit er nu een chip op de kaart. Chipkaarten hebben een groter geheugen en een langere levensduur dan magneetkaarten, waardoor meer opslag van gegevens over de gebruiker mogelijk is. Bovendien kunnen op de chip diverse programma's met verschillende functies gezet worden, die door de interne structuur van elkaar gescheiden kunnen worden. Dit maakt het mogelijk om een chipkaart voor meer dan het openbaar vervoer in te zetten, bijvoorbeeld als betaalpas voor een parkeergarage of als bankpas. Bij het gebruik van chipkaarten is een hogere transactiesnelheid (dat wil zeggen tijd, nodig voor controle, ontwaarding en registratie) mogelijk dan bij magneetkaarten. Ook zijn chipkaarten eenvoudiger te beveiligen tegen namaak en diefstal. Het zou echter nog 10 tot 15 jaar duren voordat de chipkaart geschikt zou zijn als vervoerbewijs.
Van de chipkaart zijn de afgelopen jaren in principe twee vormen ontwikkeld. De eerste vorm is een "elektronische portemonnee" met een zichtbare chip zoals de chipknip. Hierbij dient de chipkaart alleen als vervanger van contant geld en op de kaart worden dan meestal geen gegevens over de reis geregistreerd. De reiziger krijgt in dat geval nog steeds een (papieren) kaartje en gebruikt de chipkaart op dezelfde manier als een magneetkaart. De tweede vorm is een contactloze variant met een onzichtbare RFID-chip. Bij een contactloze chipkaart kunnen gegevens op een afstand van circa 70 centimeter gelezen worden en op een afstand van minder dan 10 centimeter kunnen op elektronische wijze gegevens op de kaart geschreven worden. Het recht om te reizen wordt op de chip geregistreerd, waardoor de reiziger geen papieren kaartje meer nodig heeft. Met behulp van contactloze chipkaarten is de hoogste transactiesnelheid te bereiken doordat de kaart niet in een apparaat gestopt hoeft te worden en soms zelfs niet eens tevoorschijn gehaald hoeft te worden. Hierdoor kunnen transactiekosten verlaagd worden. De investeringskosten van contactloze chipkaarten zijn wel hoger dan die van gewone chipkaarten. De tweede vorm wordt gebruikt voor de OV-chipkaart.
De overheid koos ervoor, mede vanwege het mislukken van de Magneetkaart, om de volgende poging aan de vervoerbedrijven over te laten. Een voorwaarde was dat een systeem zou komen dat in het buitenland al bestond.

### Proeven met chipkaarten in het stads- en streekvervoer
- januari 1992: De RET in Rotterdam deed een test met een creditcard die was voorzien van een chip.[14]
- juni 1994: Primeur Card in Asten. Met de kaart kon in de lokale winkels betaald worden en tussen oktober 1995 en januari 1997 werd deze kaart ook getest in de lokale bussen van vervoerder Hermes.
- april 1995: Vervoer Op Maat chipkaart voor het Rotterdamse collectieve openbaar vervoer. De proef eindigde in 1999.
- 1995-1998: Zeelandkaart: een multifunctionele telefoonkaart met chip van PTT Telecom waarmee ook in winkels, openbaar vervoer en parkeermeters kon worden betaald.
- mei 1995-december 1996: Zwolle Card. Een pilot met een chipkaart in Zwolle waarmee betaald kan worden op de stadsbus van Midnet en in een parkeergarage (Diezerpoort).
- september 1995-november 1996: Studenten aan de Universiteit Twente, de Rijksuniversiteit Groningen en de Hogeschool van Groningen als proef een multifunctionele chipkaart. Deze kaart is uitgebracht door een consortium bestaande uit de Informatie Beheer Groep (IBG), PTT Telecom en IBM. Aan de proef doen 20.000 studenten mee. De kaart kan worden gebruikt als college-, bibliotheek en OV-jaarkaart. Daarnaast kan de kaart als betaalmiddel worden gebruikt in telefooncellen en de universiteits-restaurants. Bovendien is het mogelijk om via speciale zuilen die geplaatst zijn op de universiteits-terreinen te communiceren met de IB-groep. Doordat de OV-jaarkaart ook een onderdeel is van deze chipkaart, zou deze chipkaart elk jaar vervangen moeten worden. De onderwijswereld verzet zich tegen de hoge kosten die dit met zich mee brengt. Vanwege deze kosten is vanaf november 1996 de ov-kaart dan ook van de chipkaart verwijderd. Elke onderwijsinstelling kan verder zelf bepalen welke functionaliteiten de chipkaart voor die instelling krijgt.[15]
- 1997: De welbekende chipknip op de bankpas werd geïntroduceerd. Met de chipknip kon de eerste jaren ook op een aantal buslijnen worden betaald.
- 2001/2002: Tripperpas in Groningen. Opstapje naar de huidige OV-chipkaart.

### Ontwikkeling
In 1992 kreeg de NS subsidie van het toenmalige ministerie van Economische Zaken om elektronische kaartjes en poortjes te testen in Maarssen, Tiel en Utrecht. Deze chipkaart werd getest door NS-medewerkers en was bedoeld als vervanging van de papieren treinkaartjes. Deze proef werd een succes en in 1993 maakte de NS bekend dat de chipkaart in 1998 ingevoerd zou moeten worden.
De NS deed in 1999 een werkbezoek aan Hongkong om ervaring op te doen met het contactloze chipkaartsysteem Octopus card, dat in 1997 in het Hongkongse openbaar vervoer was ingevoerd. Het OV-chipkaartsysteem werd grotendeels op het Octopus-systeem gebaseerd. Het systeem wordt tegenwoordig ook gebruikt voor de Britse Oyster card.
Met de inwerkingtreding van de Wet personenvervoer 2000 en het onderliggende Besluit personenvervoer 2000 op 1 januari 2001, kwamen de bevoegdheden en verantwoordelijkheden van het regionale openbaar vervoer in handen van OV-autoriteiten (provincies + stadsregio's) in plaats van de Rijksoverheid. Deze regionale overheden kregen nu ook een positie in de ontwikkeling van de OV-chipkaart. Hierdoor is het lastig om sterk projectmanagement te realiseren.
NS richtte in oktober 2001 samen met streekvervoerder Connexxion en stadsvervoerders uit Rotterdam (RET), Amsterdam (GVB) en Den Haag (HTM) het samenwerkingsverband Trans Link Systems op, een bedrijf dat de OV-chipkaart nu echt moest gaan invoeren. TLS werkt ook samen met de overige openbaarvervoerbedrijven, die zijn verenigd onder de naam Mobis.
Het OV-chipkaartsysteem in Nederland werd gerealiseerd door het bedrijf East-West, dat in 2003 de aanbesteding had gewonnen.
Dit consortium bestond toen uit de bedrijven: Accenture, Thales Groep en Vialis, met als belangrijkste onderaannemers MTR Corporation en Octopus cards Limited (beide uit Hongkong). De oplossing van de backoffice die East-West voor Nederland heeft ontworpen, is gebaseerd op het Octopus-systeem voor het openbaar vervoer in Hong Kong. Accenture stapte later uit het project en op 1 oktober 2010 nam Thales ook de aandelen van Vialis over, waarmee Thales Transportation Systems in Houten tot stand kwam. Deze vestiging heeft nu alle onderhoudsactiviteiten van het OV-chipkaartsysteem in haar beheer.
Dat bedrijf is inmiddels opgeheven en alle aandelen zijn in het bezit van Thales. Het OV-chipkaartsysteem is het eerste en enige nationale chipkaartproject op reisgebied ter wereld. Thales is leverancier van bijvoorbeeld beveiligde toegangspoorten voor metro- en sommige treinstations, automatisch ticketmachines, ophaalautomaten en geldigheidscontroleapparatuur.
NS heeft het project gefinancierd met steun van het ministerie van Verkeer en Waterstaat en alle betrokkenen hebben zich schriftelijk gecommitteerd om het systeem te gebruiken. NS ontving eind 2000 al 1,3 miljard euro van het ministerie. 500 miljoen euro was bedoeld om toegangspoortjes op stations te kunnen plaatsen en nog eens 226 miljoen euro voor de invoering van de OV-chipkaart. De rest van het geld was bedoeld voor projecten die los staan van de OV-chipkaart. NS kon in 2010 niet aan de Tweede Kamer uitleggen waar het geld dat het bedrijf had ontvangen van de overheid voor de invoering van de OV-chipkaart precies aan is besteed, de NS kan slechts 279 miljoen verantwoorden. Voor de invoering heeft het ministerie van Verkeer en Waterstaat bovendien van 2003 tot april 2008 nog eens 130 miljoen euro uitgetrokken. De totale kosten van de overheid aan de OV-chipkaart worden geraamd op ruim 1 miljard euro. De kosten van voor het jaar 2000 zijn hierin niet meegenomen.
Bij de invoering van de OV-chipkaart heeft de NS ervoor gekozen om het datacenter voor eigen gebruik te klonen. Deze operatie heeft miljoenen euro's gekost en was voor de invoering van de OV-chipkaart niet noodzakelijk. De organisatie wilde echter de door de organisatie opgehaalde gegevens in eigen beheer houden.
Van april 2005 t/m 15 augustus 2008 testte NS de OV-chipkaart op de spoorlijn Rotterdam-Hoek van Holland. Het systeem werkte omslachtig en was daardoor impopulair bij reizigers. Reizigers zonder OV-chipkaart konden toegangspoortjes openen door een kaartje op creditcardformaat in een gleuf te steken. Een aangekondigd experiment op de Schiphollijn en de Flevolijn ging niet door. De NS zette door en hield in de zomer van 2007 een grote promotiecampagne voor de OV-chipkaart. Pas op respectievelijk 1 oktober 2009 (anonieme OV-chipkaart) en 1 december 2009 (persoonlijke OV-chipkaart) kon men daadwerkelijk bij de NS met de OV-chipkaart reizen. Het aantal geactiveerde OV-chipkaarten bij de NS steeg tussen 30 november en 3 december 2009 van 6.500 naar 20.000. NS paste geleidelijk de prijs van de duurdere enkele reis van het papieren kaartje aan, zodat deze gelijk werd aan de helft van de prijs van een retourtje. Hierdoor werd de prijs van het papieren kaartje gelijkgesteld aan het OV-chipkaarttarief.

### Afschaffing oude vervoerbewijzen
Er zijn landen die de bestaande tariefstructuur ongemoeid laten na de invoering van elektronische vervoerbewijspassen, zoals de vergelijkbare Londense Oyster card. In Nederland zijn er nog maar weinig tot geen alternatieven om te betalen in het openbaar vervoer. Daarnaast heeft het afschaffen van het zonetarief voor flinke prijsstijgingen gezorgd, vooral op lijnen die via een omweg naar de eindbestemming rijden. Vaak zijn dit wel ontsluitende lijnen en is er een sneldienst als alternatief. Om dit objectief vast te stellen zijn allerlei onderzoeken opgestart. Oorzaak is vooral dat de ritprijs met de OV-chipkaart aan de hand van een exacte kilometers wordt berekend in plaats van aan een hemelsbrede zone zoals bij de strippenkaart. Bij de stadsbussen in Leiden en Nijmegen werden prijsstijgingen van ongeveer 10% gemeten en in Amersfoort zelfs gemiddeld 30%. De stadsdienst Lelystad heeft de stijging van de prijzen binnen de perken weten te houden door een prijs per rit in te voeren.
In veel regio's zijn naast de OV-chipkaart echter nog andere kaartsystemen in stand gebleven of zelfs opnieuw ingevoerd, vervoersautoriteiten en -maatschappijen in Nederland mogen namelijk naast de OV-chipkaart andere vervoerbewijzen aanbieden. Meestal gaat dit om (duurdere) enkele ritkaarten voor personen die geen chipkaart met voldoende saldo bezitten, of goedkope dagkaarten in bijvoorbeeld toeristengebieden. Bij de RET en het GVB Amsterdam zijn geen papieren kaartjes meer te koop, er zijn wel kartonnen wegwerp-OV-chipkaarten te koop.

### Open architectuur
Het OV-chipkaartsysteem heeft een open architectuur. Dit houdt in dat vervoerbedrijven vrij zijn om systemen en onderdelen te kiezen die het beste bij hen passen. Het gaat dan bijvoorbeeld om poortjes, OV-chipkaarten en verkoopapparatuur. Ze zijn hierdoor niet gebonden aan de eerdergenoemde leverancier Thales. Trans Link Systems heeft een zogenaamde kwalificatie- en certificatietraject ingericht voor leveranciers. Fabrikanten van apparatuur kunnen hierdoor de apparatuur zodanig aanpassen dat het goed samenwerkt met het systeem.
Op die manier kan de reiziger drempelloos tussen vervoerbedrijven reizen. Voor dit geheel is er een centraal verwerkingssysteem dat in staat is om miljarden transacties op een correcte en betrouwbare manier te verwerken.

### Niveaus
Zichtbaar voor reizigers en achter de schermen bestaat het nationale betaalsysteem in Nederland uit de volgende niveaus:
- Niveau 0: De OV-chipkaarten
- Niveau 1: Apparatuur op reizigersniveau (zie kopje beneden)
- Niveau 2: Plaatselijke systemen in stations, garages en remises die de informatie van niveau 1 uitlezen en doorsturen naar niveau 3.
- Niveau 3: Centraal systeem van een vervoerbedrijf. Alle registratie- en transactiedata worden doorgegeven aan het centrale verwerkingssysteem (niveau 4). Dit gaat bij stationaire kaartlezers de hele dag door en gebeurt bij kaartlezers in voertuigen één of meer keren per dag. Vervolgens krijgt dit systeem de bewerkte data van het centrale verwerkingssysteem terug. Het centrale systeem van een vervoerbedrijf kan ook in verbinding staan met andere systemen binnen het bedrijf, zoals financiën, planning van materieel en het beheer van klantrelaties.
- Niveau 4: Centraal systeem van Trans Link Systems (TLS) die alle data van niveau 3 ontvangt. Lijsten van te blokkeren kaarten worden van TLS naar kaartlezers gestuurd, zodat bij in- of uitchecken de kaart geweigerd kan worden en bovendien de blokkering op de kaart zelf kan worden geregistreerd.

De informatie van in- en uitchecken wordt opgeslagen in bussen en trams. Bij metro en treinen is er sprake van één systeem van level 1, 2 en 3 waardoor de informatie via level 2 op level 3 terechtkomt. Zodra de bus of tram in de stalling of remise komt, leest level 2 de informatie met een hoge frequentie uit en verstuurt die naar level 3. Afhankelijk van de afspraken wordt de informatie van level 3 dagelijks of meerdere keren per dag geleverd aan level 4. Deze informatie bevat: locatiecode van de incheckhalte of –station, uitcheckhalte of station, het tijdstip van in- en uitchecken, de betaalde prijs of het betreffende vervoerrecht en het gecodeerde kaartnummer. Een gekocht reisrecht of bedrag dat via een ophaalautomaat bij een plaatselijke voorziening van een vervoerder is geladen, gaat net als andere transactie via level 2 en 3 naar level 4, TLS. De reiziger ziet bij het in- en uitchecken op de kaartlezer het bedrag dat wordt afgeschreven en het saldo dat er over is.
Op basis van deze gegevens verzorgt het centrale verwerkingssysteem bijvoorbeeld betalingen tussen verschillende OV-bedrijven. Daarnaast beheert het systeem het automatisch opladen van OV-chipkaarten en verzorgt het de registratie van en communicatie over ongeldige kaarten. Om dit laatste te kunnen doen worden alle OV-chipkaarten die in het elektronische systeem worden gebruikt, voorzien van een unieke code.

### Rol van vervoerbedrijven
Het vervoerbedrijf is de hoofdrolspeler in het OV-chipkaartsysteem. Het is verantwoordelijk voor:
- De implementatie en installatie van het OV-chipkaartsysteem op zijn lijnen, met de bijhorende informatievoorziening naar de reizigers.
- De goede werking van de eigen OV-chipkaartapparatuur en het behandelen van de reizigersklachten
- De OV-chipkaarttransactiegegevens verwerken en doorsluizen naar TLS. De financiële afwerking, de boekhouding en rapportage aan de vervoersautoriteit. Een grondige analyse van de reisgegevens en statistieken zullen later uitgevoerd worden om de bedrijfsvoering bij te sturen. De eerste prioriteit is nu om het systeem goed werkend te krijgen. Er vindt geen koppeling plaats met de persoonsgegevens. Benadering voor informatie en marketingacties door het bedrijf gebeurt alleen als de reiziger daar bij de aanvraag van de OV-chipkaart toestemming voor heeft gegeven.[29]
- De verkoop en promotie van de eigen reisproducten. Voor het opladen van het saldo treden zij alleen als tussenpersoon op. Het geld gaat naar de centrale kas van TLS. Bij het op saldo reizen op hun lijnen wordt geld gedeclareerd bij de TLS.

Bij abonnementen op de OV-chipkaart, met het nultarief (vrij reizen) die geldig zijn voor meerdere vervoersbedrijven, wordt het gebruik geregistreerd, via het verplicht in- en uitchecken. Hiermee kan het vervoersbedrijf geld claimen. Abonnementhouders zijn dus verplicht in te checken, maar mogen indien zij dit zijn vergeten geen boete krijgen als het abonnement de hele betreffende dag vrij reizen biedt. In plaats daarvan zal worden gewezen op het feit dat men zich dient in te checken.

### Statistiek
|                   | 2005       | 2006       | 2007       | 2008       | 2009 | 2010 | 2011 | 2012 | 2013 |
| ----------------- | ---------- | ---------- | ---------- | ---------- | ---- | ---- | ---- | ---- | ---- |
| Transacties       | totaal 165 | totaal 165 | totaal 165 | totaal 165 | 250  | 900  | 1300 | 1786 | 1900 |
| Kaarten in omloop |            |            |            |            |      |      |      |      | 60   |

Alle cijfers in miljoenen. Omzet in euro. 

### Betaalmethoden (op saldo en op rekening)
Het OV-chipkaartsysteem in Nederland is in de kern een centraal kassasysteem voor het gehele openbaar vervoer.
Een kassasysteem ondersteunt meestal drie soorten betaalmethoden:
1. Vooraf betalen - Prepaid
2. Achteraf betalen - Postpaid
3. Combinatie van Pre- en Postpaid

In het begin was het OV-chipkaartsysteem alleen uitgerust met de prepaid betaalmethode, het zogenaamde reizen op saldo, met een decentrale tariefberekening bij de kaartlezers (eventueel aangevuld met een reisproduct). Deze postpaid betaalmethodiek is begin 2011 onder de noemer Reizen op Rekening door de Nederlandse Spoorwegen geïntroduceerd voor zakelijke reizigers met een NS-Business Card. In eerste instantie was de NS Business Card alleen geldig in NS-treinen en bij de RET (bus, tram en metro) maar steeds meer vervoerders in Nederland hebben hun deel van het OV-Chipkaartsysteem geschikt gemaakt voor Reizen op Rekening. Sinds 1 mei 2013 bestaat er dan ook landelijke dekking voor de NS-Business Card in elke (regionale) trein, bus, tram en metro bij alle vervoerders in Nederland. Ook TLS heeft aangekondigd het Reizen op Rekening te gaan ondersteunen. De combinatie tussen prepaid en postpaid (de 3e combinatiemethode) is een stap die in de toekomst ontwikkeld kan worden.
In het OV-chipkaartsysteem heeft postpaid een aantal voordelen. Bij prepaid dient de berekening van de ritprijs binnen 200 milliseconden te gebeuren om grote reizigersstromen snel weg te werken. Met de postpaid-methode is saldo laden niet meer nodig en rekent men dus niet direct af. De nota voor alle gemaakte reizen met trein, tram, bus en metro en deur-tot-deurdiensten (bijvoorbeeld taxi, OV-fiets, stalling en parkeren) wordt namelijk achteraf berekend in een centrale backoffice bij de vervoerder die de kaart verstrekt en stuurt deze maandelijks naar de naar de klant toe. Deze methodiek maakt het ook mogelijk dat meerdere vervoerders abonnementen aanbieden met onbeperkt reizen in het openbaar vervoer, alleen de trein of op een traject, waarbij elke vervoerder virtueel zijn deel van de reiskosten declareert aan de hand van de OV-chiptransacties. De opbrengsten van de abonnementen kunnen dan naar rato van gebruik verdeeld worden. Privé geld voorschieten, saldo laden, bonnetjes verzamelen en declareren achteraf is niet meer nodig. Een ander voordeel van de postpaid-methode is dat deze niet gebonden is aan de beperkte opslag op de OV-chipkaart. Een vergeten check-uit kan bijvoorbeeld achteraf automatisch nog worden verwerkt in de prijscalculatie (bij Transport for London heet deze laatste functie ‘Autofill’).

### Betalen van andere diensten en/of aankopen

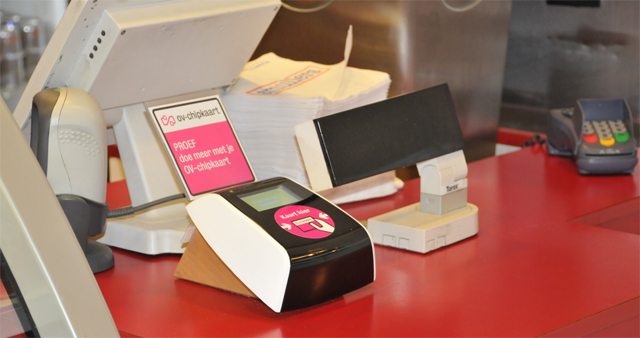
Een kaartlezer zoals bij de winkels in station Amersfoort werden gebruikt.

In Amersfoort liep tussen januari 2011 en 1 april 2011 een proef waarbij een geselecteerde groep mensen deze pas konden gebruiken om te betalen. Om dit op bredere schaal in te voeren, zou wel eerst apart toestemming moeten worden verkregen van De Nederlandsche Bank, de toezichthouder op het Nederlandse betaal- en bankwezen, omdat het hier dan om een betaalmiddel gaat. In het najaar van 2013 zijn alle kaartlezers weggehaald.

### Contactloze technologie ook bij bankpassen
ABN-AMRO, Rabobank, SNS Bank en ING geven sinds juli 2013 bankpassen uit waarmee kleine bedragen kunnen worden afgerekend door de pas langs een geschikt afleesapparaat te bewegen (contactloos betalen). Dit is dezelfde technologie als die de OV-chipkaart gebruikt. Beide systemen corresponderen niet met elkaar, waardoor het bij de invoering niet mogelijk was dat er onbedoelde afschrijvingen plaatsvonden wanneer een bankpas tegen een OV-chipkaartlezer werd gehouden. Met de invoering van OVpay is betalen met een bankpas (eventueel op een smartphone of wearable) alsnog mogelijk gemaakt.

## Apparatuur op reizigersniveau
Bij de apparatuur op reizigersniveau kan de reiziger zijn kaart presenteren op een plaats die vaak gemarkeerd wordt door een pictogram van een hand die een roze kaart vasthoudt, met aan de bovenkant een witte strook met links het roze OV-chipkaartlogo; in andere gevallen wordt deze plaats gemarkeerd door alleen dit logo. Er zijn ook automaten waar de kaart in een gleuf wordt gestopt; soms ligt de kaart daar dan losjes in, terwijl in andere gevallen de gleuf nauwsluitender is.
De apparatuur wordt gemaakt door verschillende fabrikanten. Hieronder een uiteenzetting.

### Ophaal-/oplaadautomaat
Vroeger waren er ook ophaalpunten in veel Connexxion bussen te vinden. Wegens de vele storingen besloot dit bedrijf om ze weer te verwijderen.
Met ophalen van een bestelling wordt in dit verband bedoeld het op de kaart zetten van een vooraf via internet besteld en betaald reisproduct of saldo. Dit is een eenvoudiger handeling dan een aanschaf bij een automaat, of het opladen van nog niet besteld saldo, want men hoeft geen product of bedrag meer te selecteren en niet meer te betalen. De reiziger plaatst de OV-chipkaart bij het roze OV-chipkaartlogo of bij sommige kaartlezers in de gleuf. Via het menu kan voor "product ophalen" worden gekozen en het product of saldo wordt via een beveiligde GPRS-verbinding of soms via de ADSL/glasvezellijn opgehaald van de centrale computer, de zogenaamde National Action List (NAL), en op de chip geladen. Als men meerdere producten heeft besteld kan men niet specificeren welke men wil ophalen, het is alles of niets. Dit is van belang bij dagkaarten, want die gaan in bij het eerstvolgende inchecken bij de betreffende vervoerder.

### Kaartlezers
Om de OV-chipkaart als geldig vervoerbewijs te gebruiken dient elke reis elektronisch geregistreerd te worden. Om dit mogelijk te maken zijn er speciale kaartlezers aanwezig.
Andere benamingen voor de kaartlezers:
- In- en uitcheckautomaat
- CICO (ook geschreven als CiCo of cico, van check-in/check-out)
- TLS spreekt in zijn Algemene Voorwaarden OV-chipkaart over transactieapparatuur (naast oplaadapparatuur).

De site www.ov-chipkaart.nl en de meeste vervoerders spreken over kaartlezer, soms met de vervoerder als voorvoegsel, zoals in NS-kaartlezer. Oplaad- en ophaalautomaten worden geen kaartlezer genoemd, zodat er geen verwarring mogelijk is; bovendien wordt hun kaartlees-/schrijfgedeelte meestal niet apart benoemd. De term saldolezer wordt gebruikt voor een apparaat dat alleen kan lezen, en dan het saldo weergeeft, en vaak ook de op de kaart opgeslagen transacties. Ondanks de algemene gebruikte term kaartlezer leest het apparaat niet alleen, het schrijft ook: het verandert gegevens op de kaart.
OV-chipkaartlezers zijn aanwezig in tram en bus, incl. RandstadRail lijnen 3 en 4, nabij de instap- en uitstapdeuren van het voertuig. Alle kaartlezers zijn geschikt voor in- en uitchecken. In bussen zijn voorin meestal één en soms twee kaartlezers te vinden en achterin vrijwel altijd twee stuks. In gelede bussen zitten meer kaartlezers. Inchecken ("aanmelden") mag doorgaans alleen bij de kaartlezer bij de instapdeur, dit is afhankelijk van het instapregime. In het voertuig is er een centrale processor die de in-/uitcheckapparatuur beheert. De apparatuur is aangesloten op het complete systeem in de bus (o.a. reizigersinformatie/halteafroep). Bij het begin van de rit worden lijnnummer en route ingesteld. Met deze instelling zijn de haltes en de tussenliggende afstanden voor de route bekend. Bij het eindpunt wordt nadat de laatste reiziger is uitgestapt, de rit afgesloten en wordt een nieuwe rit begonnen met een nieuw ritnummer. De kaartlezer bepaalt de locatie van de halte door middel van een GPS systeem. Het voertuig heeft geen permanente dataverbinding met het vervoerbedrijf. Pas in de level 2 worden de transacties doorgestuurd naar de bedrijfscentrale.
Op de ongeveer 260 kleinere treinstations en sommige metrostations staan er palen met geïntegreerde kaartlezers op de perrons (incl. randstadrail lijn E en de Utrechtse sneltram). Ook deze lezers zijn geschikt voor zowel in- als uitchecken. De palen staan wel rechtstreeks verbonden met het datacenter zodat gegevens continu worden doorgestuurd. Sommige stations worden/zijn afgesloten met poortjes.
Om gebruik te kunnen maken van het betreffende vervoer dient men de OV-chipkaart met daarop voldoende saldo en/of een geschikt reisproduct voor de kaartlezer te houden bij het begin van de reis (het inchecken, "aanmelden") en het eind (het uitchecken, "afmelden"). Dit doet men door de kaart bij het logo te houden; de kaart moet in een vlak evenwijdig aan dit vlakje op het apparaat worden gehouden (op zijn kop, op zijn kant of achterstevoren maakt niet uit). De kaart kan meestal gewoon in de portemonnee blijven zitten (behalve als er meerdere OV-chipkaarten in zitten of te veel pasjes). Verdere communicatie van de gebruiker naar de kaartlezer is niet mogelijk: er zijn geen knoppen, toetsen, of aanraakscherm. Als de kaart er te kort of te ver vanaf wordt gehouden, er te veel pasjes in de portemonnee zitten, of een ongeldige kaart heeft (te laag saldo e.d.) kan de kaartlezer wel reageren met een weigering.
Een groene lamp aan de bovenzijde van het apparaat geeft aan dat de lezer in werking is, een rode dat deze buiten werking is. Bij succesvol in- en uitchecken knippert de groene lamp even en is één luide piep bij inchecken en twee luide piepen bij het uitchecken te horen. Bij weigering knippert de rode lamp en zijn drie harde piepen (hoog - laag - hoog) te horen.
De kaartlezer kan verschillende teksten weergeven. In ruststand meestal een tekst in de trant van: "In- en uitchecken" of "Houd uw kaart voor de lezer". Sommige vervoerders hebben dezelfde kaartlezers in het voertuig als de NS op de palen op de station gebruikt (zie kopje palen). Bij sommige vervoerders gaat even een groene lamp branden bij in- en uitchecken en een kort zacht piepje. Bij weigering gaat dan even een rood lampje branden en is een dubbele pieptoon te horen van een andere toonhoogte dan bij een geslaagde in- en uitcheck.
De kaartlezer bevestigt niet altijd expliciet dat het om inchecken ("aanmelden") gaat, of uitchecken ("afmelden"), hoewel het belangrijk is voor de reiziger dat hier geen misverstand over bestaat, met het oog op een eventuele mogelijkheid een fout te herstellen en/of vervolgfouten te vermijden. Soms wordt bij inchecken "goede reis" en bij uitchecken "tot ziens" getoond. Als dit niet wordt getoond dan is het meest kenmerkende verschil tussen het scherm bij in- en uitchecken bij veel vervoerders de vermelding van de ritprijs en het eindsaldo bij uitchecken. Bij de Arriva-trein worden echter ook bij inchecken twee bedragen getoond: het instaptarief en het tijdelijke nieuwe saldo.
De Commissie Meijdam stelt voor bij treinvervoer kaartlezers in te voeren die niet vervoerder-gebonden zijn. Voor het treinvervoer hebben Arriva en Breng al gemeenschappelijke kaartlezers.

#### Productie
Het bedrijf dat als eerste de software in de kaartlezer verzorgde was Vialis. Later werd het betreffende bedrijfsonderdeel verkocht aan de Thales. Tegenwoordig zijn er ook andere bedrijven die software voor kaartlezers aanleveren, zoals Kapsch (vroeger Prodata).

#### Functioneren
De kaartlezer heeft een scherm met in rusttoestand een tekst, en bij in- en uitchecken specifiekere teksten. Naast deze teksten staat er in rusttoestand soms een signaallamp aan en zijn er bij (poging tot) in- en uitchecken geluids- en lichtsignalen. Deze laatste zijn zowel voor de reiziger als voor controlerend en assisterend personeel in de buurt.
In rusttoestand geeft een groene lamp aan dat de kaartlezer in werking is, een rode dat hij buiten werking is. Bij succesvol in- en uitchecken knippert de groene lamp even. Bij weigering knippert de rode lamp.
Bij bussen, trams en paaltjes bij stations en perrons geeft de kaartlezer één piep bij inchecken en twee bij uitchecken. Als er wel NFC-communicatie plaatsvindt, maar er geen transactie wordt geregistreerd (dus noch een check-in, noch een check-uit) klinken er drie luide tonen in twee toonhoogtes. Dit gebeurt als de kaartlezer de OV-chipkaart niet kan lezen door twee of meer OV-chipkaarten tegelijk aan te bieden, als het saldo bij in- of uitchecken te laag is, als de anti-passback-tijd nog niet verstreken is, of als de NFC-communicatie niet voltooid kon worden.
Bij kort na de voorganger in- of uitchecken kan het onduidelijk zijn of het gelukt is. Het poortje is bijvoorbeeld nog open van de vorige reiziger, een piepje kan ook van een naastliggende kaartlezer komen en het scherm kan er na succes hetzelfde uitzien als het was. Verder is het zo dat als men op het scherm let, men niet goed ook op de groene lamp kan letten. Meer duidelijkheid ontstaat als men met in- of uitchecken wacht tot de rusttoestand is bereikt, maar bij drukte kan dit ergernis geven bij ongeduldige reizigers die zo langer op hun beurt moeten wachten.

#### Problemen
Bij bussen, trams en paaltjes bij stations en perrons hebben de kaartlezers van het type Thales problemen als 0,05 seconde na presenteren van een kaart een tweede wordt gepresenteerd: de gegevens van de eerste kaart worden dan niet op de kaart bijgeschreven en deze is dan dus niet ingecheckt of uitgecheckt.

### Poortjes
Een gedeelte van de metro- en treinstations  zijn afgesloten met poortjes. Een poortje heeft dubbele glazen klapdeuren, die bij in- of uitchecken automatisch openklappen en na een paar seconden weer dichtklappen. Een kaartlezer aan de buitenzijde van een poortje (de zijde buiten het OV-chipkaartgebied) is voor inchecken, en een kaartlezer aan de binnenzijde (de zijde binnen het OV-chipkaartgebied) voor uitchecken.
Vaak omvat het OV-chipkaartgebied niet het gehele station, maar bijvoorbeeld alleen de perrons en een gedeelte van de stationshal of traverse. Voor zover de poortjes niet de hele breedte van de doorgang beslaan zijn er aanvullend glazen afscheidingen. Afhankelijk van de indeling van het station staan er soms aparte poortjes per perron. Soms moeten reizigers bij het overstappen uitchecken bij een poortje en vervolgens bij een ander poortje weer inchecken. Dit kan onvoordelig zijn door het in rekening brengen van een langere route. Ook een gebied begrensd door kaartlezers op palen kan een OV-chipkaartgebied genoemd worden, maar de begrenzing is dan niet altijd zo concreet; er kan er bijvoorbeeld één staan bij de ingang van een perron en een andere een eindje verderop.
De poortjes gaan zwartrijden tegen; dit kan de veiligheid en het comfort voor de betalende reizigers verhogen. Daarnaast geeft dit deels meer inkomsten doordat zwartrijders gaan betalen en deels meer ruimte doordat zwartrijders wegblijven.
Als men altijd bij het passeren van een poortje de kaart voor de kaartlezer houdt (zelfs als men van plan is alleen door het station te lopen of even later weer terug te gaan), en alleen doorloopt als de in-/uitcheckhandeling gelukt is (kortom: handelt alsof de poortjes al gesloten zijn), en nooit de in-/uitcheckhandeling bij een poortje verricht zonder erdoorheen te lopen, dan kunnen bovengenoemde problemen zich niet voordoen, behalve in enkele bijzondere gevallen:
- Bij poortjes op stations met verschillende spoorvervoerders en de metro heeft elke vervoerder zijn eigen poortjes. In zo'n geval hebben ze geen poortjes met een dubbelfunctie. Naast de poortjes op het station zijn er op het perron paaltjes om over te stappen van spoorvervoerder naar andere spoorvervoerder of metro vervoerder.
- De internationale reizigers bij Thalys in Rotterdam of voor internationale reizigers bij de Beneluxtrein in Roosendaal die geen gebruik maken van OV-chipkaart maar van gedrukte kaartjes. Alleen voor een aanvullende NS-reis met OV-chipkaart kunnen reizigers op het perron in Rotterdam en Roosendaal in-/uitgechecken.
- Bij poortjes op stations zijn aan beide kanten van de poortjes praatpalen geplaatst.
- Bij poortjes op stations zijn aan het OV-chipkaartgebied kaartautomaten geplaatst waar onder meer geld op de kaart kan worden geladen. Een product kan hier niet worden opgeladen.

Naast poortjes met normale breedte zijn er een kleiner aantal brede modellen voor bijvoorbeeld brede personen, rolstoelen, kinderwagens, volwassenen met lopende of gedragen kinderen onder de 4 jaar, fietsen of bagage.
Indien men een invalide in een rolstoel begeleidt die niet in staat is zelf in of uit te checken, dient de begeleider eerst voor de invalide in of uit te checken, deze dan snel door het poortje te duwen, en dan weer snel achter het poortje te lopen om voor zich zelf te kunnen in- of uitchecken.
In gesloten toestand zit er een opening tussen de deurtjes, zodat men bijvoorbeeld niet zijn vingers kan knellen. Ook zijn er sensoren aangebracht. Bij poortjes die door het in- en uitchecken geopend worden hoeft de reiziger niet te wachten met in- of uitchecken tot het poortje dicht is. Bij een stroom reizigers die vlot in- of uitchecken en doorlopen gaat het poortje tussentijds niet steeds dicht en weer open. Indien wordt uitgecheckt maar niet door het poortje loopt kan het station niet op de normale manier verlaten. In dit geval kan via de praatpaal gevraagd worden om op afstand een poortje te openen.
Anderzijds, als er na in- of uitchecken slechts een algemene tekst zoals "tot ziens" op het scherm verschijnt en men niet wacht tot die tekst voor de vorige reiziger verdwenen is, dan geeft het scherm geen visuele bevestiging dat het in- of uitchecken gelukt. (Er is dan nog wel een groen lampje en een geluidssignaal.)
Er zijn ook stations waarbij NS meerdere gescheiden OV-chipkaartgebieden heeft of krijgt met poortjes. Dat kan beperkingen en/of hogere kosten met zich mee brengen voor een reiziger die na aankomst in het ene deel overstapt op een trein die van het andere deel vertrekt.
Bij gesloten poortjes is er overigens altijd toezicht en in noodgevallen kunnen alle poorten geopend worden voor een evacuatie.
De licht- en geluidssignalen en schermteksten zijn bij de NS-poortjes identiek aan die bij de NS-palen (zie boven), behalve dat in de rusttoestand bij de poortjes al naargelang wat van toepassing is "Inchecken" of "Uitchecken" staat, en bij de palen "In-/uitchecken".
Op station Blaak zijn er geen poortjes tussen het NS-gebied en het noordelijke RET-gebied.

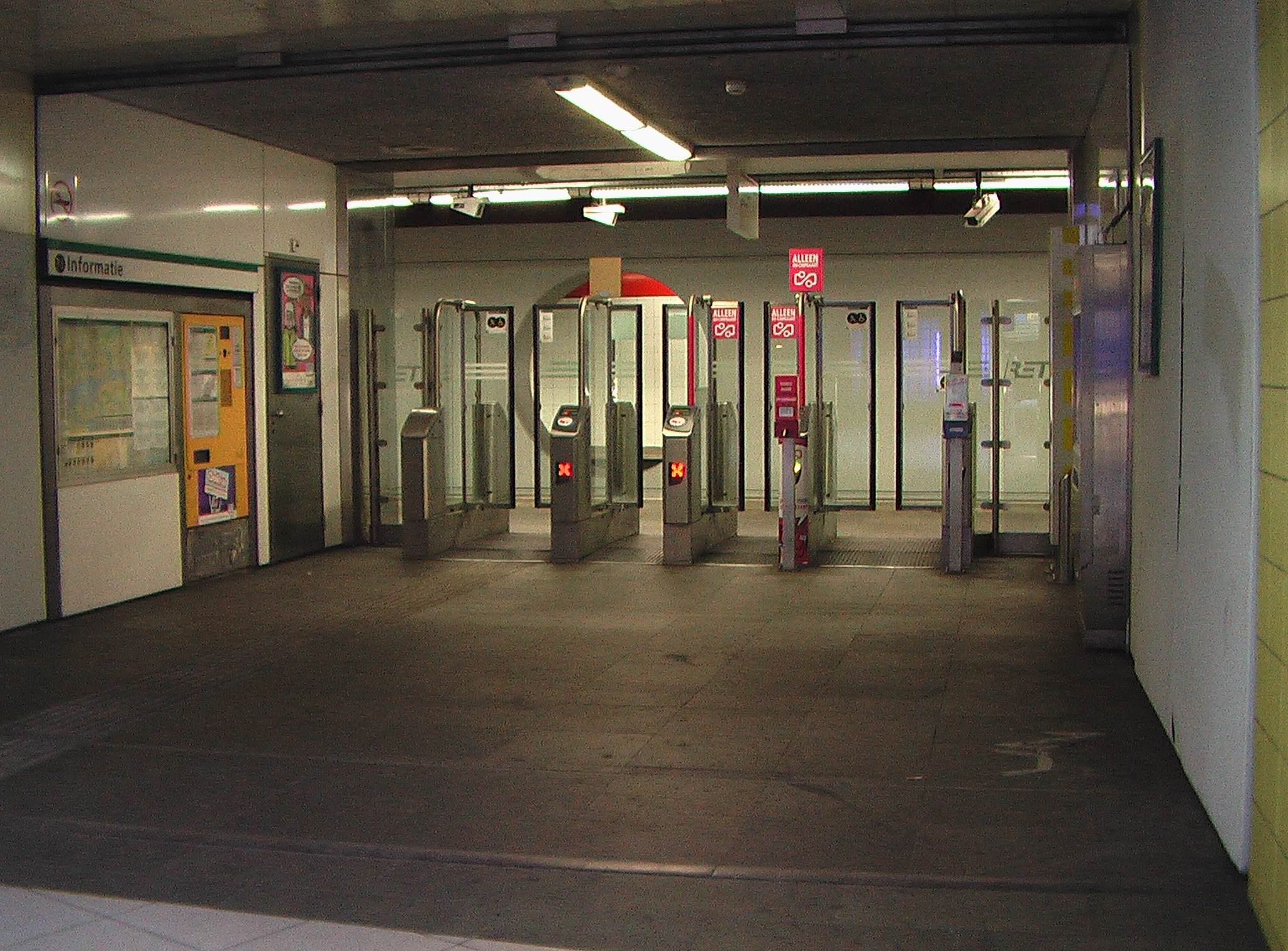
OV-chipkaartpoortjes voor de Rotterdamse metro op station Blaak
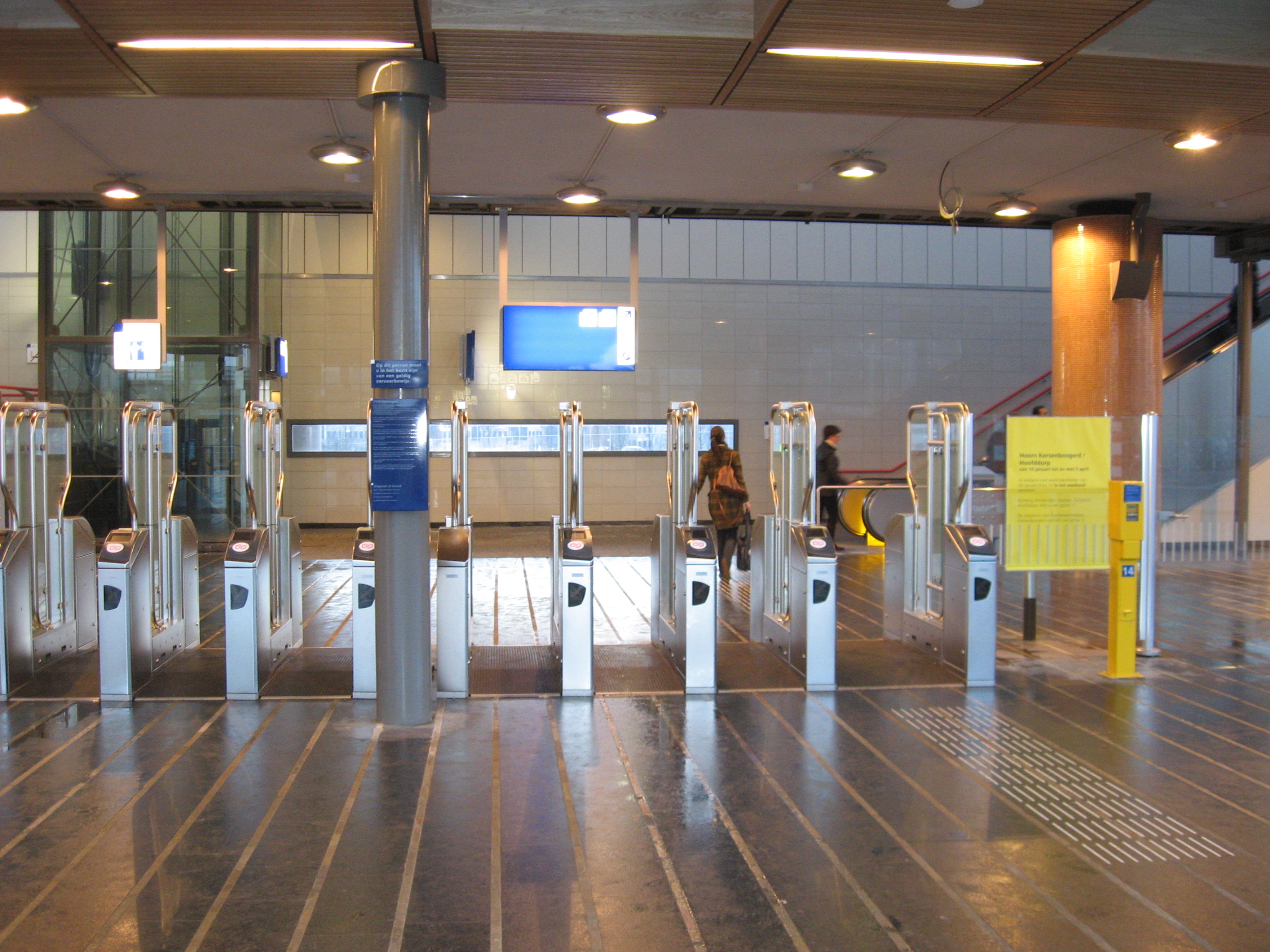
OV-chipkaartpoortjes bij het Hemboogdeel van NS-station Sloterdijk

- Er zijn twee poortvrije winkelpassages en aan de westzijde een gecombineerde tunnel met fietspad / voetpad buiten de hal van station Amsterdam Centraal.
- Er is een poortvrije passage aan de noordzijde en een poortvrije voetgangersbrug, de Moreelsebrug, aan de zuidzijde buiten de hal van Utrecht Centraal.
- Er is een poortvrije passage, gecombineerde tunnel met fietspad / voetpad buiten de hal van station Rotterdam Centraal.

### Mobiele controleapparaten
Onderweg of op het station kan een controleur de kaart controleren met een mobiele lezer. Bij het controleren van de kaartjes kan de conducteur niet zien waar de reiziger naartoe gaat. De conducteur kan hierdoor geen advies meer geven waar men moet overstappen of dat men in de verkeerde trein zit, tenzij de reiziger dit specifiek vraagt.
Volgens de voorwaarden kan NS niet alleen voor en na, maar ook tijdens de reis reisgegevens vastleggen om het rechtmatige gebruik van producten te controleren. Dit kan bij controle in het voertuig door een conducteur enz. Na dit "aanmaken van een transactie bij controle aan boord" kan achteraf bijvoorbeeld gesignaleerd worden dat een reiziger het inchecken vooraf met eigen apparatuur en software gesimuleerd heeft ("thuis inchecken", zie ook onder). De kaart wordt dan geregistreerd als geblokkeerd. Ook als deze blokkaderegistratie nog niet op de kaart zelf staat kan deze bij een volgende controle geconstateerd worden nadat de blokkaderegistratie gedistribueerd is naar de controleapparatuur.

### Leesbaarheid schermen
Soms staat een kaartlezer of automaat buiten. Er kan zonlicht op het scherm vallen, wat het soms moeilijk leesbaar maakt. Dit geldt niet voor de AHM omdat het scherm transflectief is.

## Productfamilies
Binnen de OV-chipkaart zijn een aantal productfamilies.
- Easy Trip - Het kilometersysteem van basistarief (in Nederland € 0,87) + kilometertarief waarbij het basistarief bij overstappen met inchecken binnen een bepaalde tijd (in Nederland 35 minuten) na uitchecken maar één keer verschuldigd is. Bij de trein zijn er meer algemene systemen van langeafstandkorting.
- Multi-Ride - Rittenkaart.
- Single Journey - Enkele reis of retour.
- Period Pass - Dagkaart of product voor een korte periode.
- Period Right-To-Travel - Reisrecht (bijvoorbeeld abonnement)
- Supplement - Sterabonnement (stads-/streeksupplement) en Intercity direct toeslag.[44]

## Chip in de OV-chipkaart

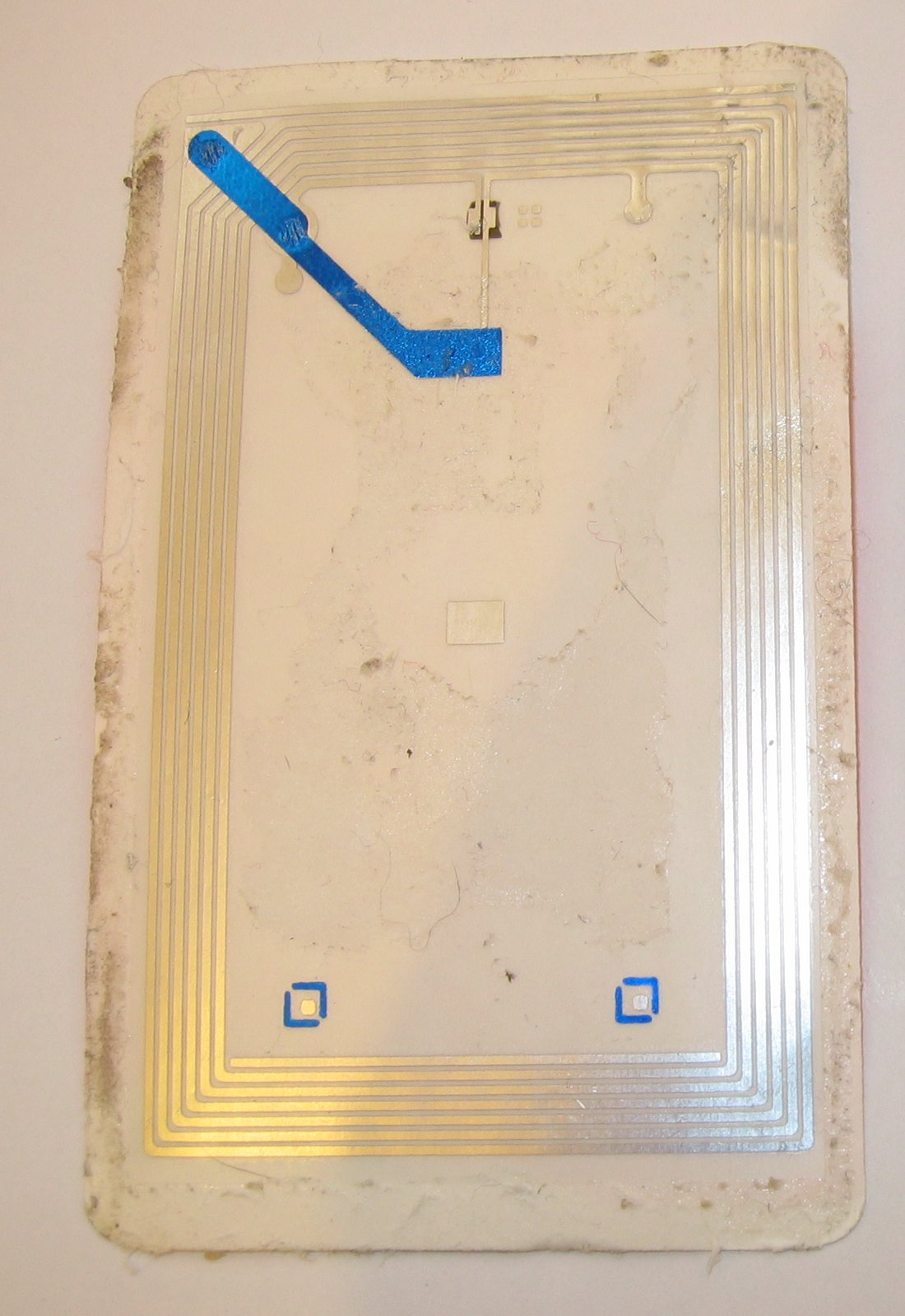
RFID-chip in de OV-chipkaart

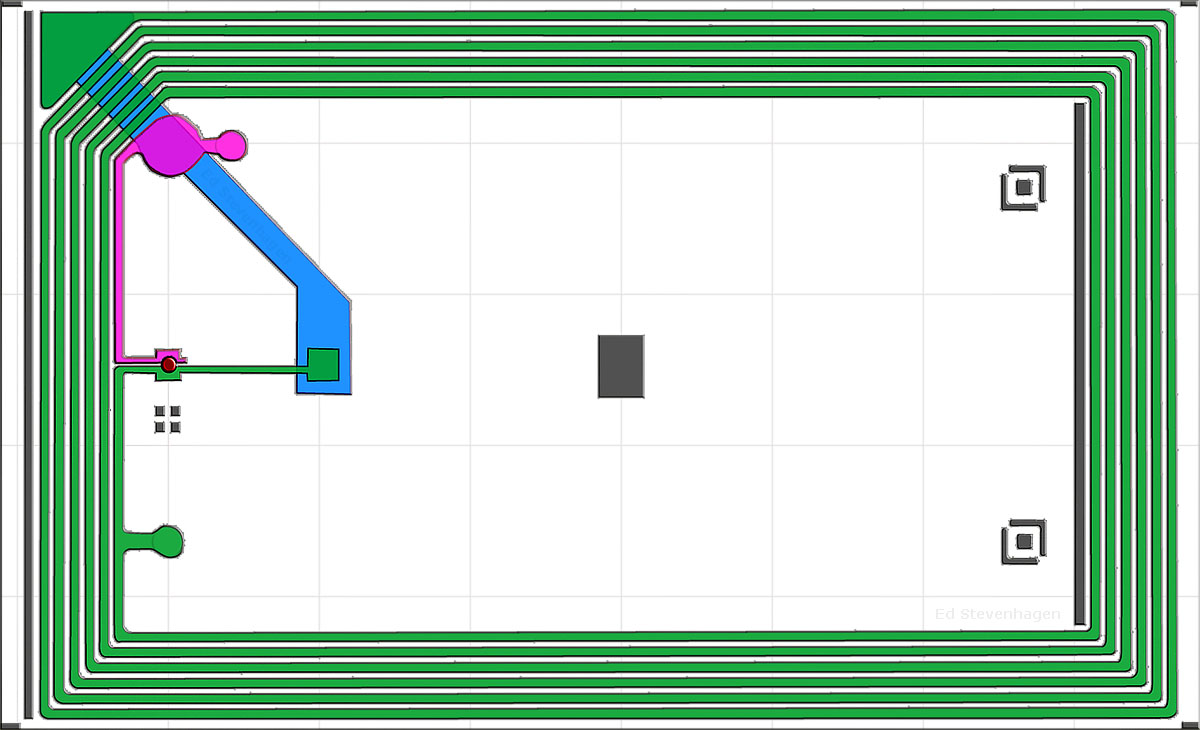
RFID-dagretour openbaar vervoer Light Rail Zoetermeer

In de OV-chipkaart zit een nfc-chip (Infineon SLE-66) waarop elektronisch allerlei informatie kan worden opgeslagen en een antenne die de opgeslagen gegevens gaat uitzenden als hij door zogeheten ‘uitleesapparatuur’ wordt geactiveerd. De reiziger houdt de kaart binnen 10 cm van het uitleesapparaat. Dit kan meestal met portemonnee en al, mits er geen andere OV-chipkaart in zit. Dit moet bij het instappen of betreden van het perron of tram/bus (inchecken) en nogmaals bij het uitstappen of verlaten van het perron of tram/bus (uitchecken).
Oudere OV-chipkaarten gebruikten de RFID MIFARE ultralight (voor de wegwerpchipkaart) en MIFARE classic (voor de anonieme en persoonsgebonden kaart). De MIFARE classic bleek fraudegevoelig en werd daarom vervangen door de Infineon SLE-66. In februari 2012 werd bekend dat de OV-chipkaart met de nieuwe chip sneller kapotgaat. Van 1 oktober 2011 tot en met februari 2012 zijn ongeveer 405.000 persoonlijke OV-chipkaarten geproduceerd, waarbij het probleem zich potentieel kan voordoen.
De kaart is een geheugenkaart waarin de gegevens voor de werking van het OV-chipkaartsysteem opgeslagen worden. Het enige actieve onderdeel is de beveiligingsmodule. Deze controleert door een uitwisseling van codes en gegevens of de leesapparatuur wel gecertificeerd is. De kaart geeft daarna een signaal af waaruit blijkt dat het een geldige OV-chipkaart is. Dit wordt in een fractie van een seconde uitgevoerd en de nodige elektrische stroom wordt door inductie geleverd.
Het geheugengebied is opgesplitst in delen:
- Identificatiegegevens van de kaart: 14-cijferig kaartnummer, geldigheidsperiode en uitgevend bedrijf. Blokkering J/N. Bij persoonlijke kaarten komt nog de geboortedatum erbij. Er zijn geen andere persoonsgegevens opgeslagen.[47]
- Het saldo.
- De laatste tien reistransacties (op een wegwerp-OV-chipkaart: twee). Een reistransactie kan zijn een check-in of check-uit, maar in de Arriva-trein wordt ook een controle als transactie op de kaart geregistreerd (deze registratie is bij Mijn transactieoverzicht op www.ov-chipkaart.nl niet te zien), en ook de betaling bij een toeslagzuil van de toeslag voor de Intercity direct. Normaal gesproken bevat de kaart dus de check-in en check-uit van vijf ritten, of de oudste check-uit, van vier ritten de check-in en -uit, en de nieuwste check-in, maar bij een geregistreerde controle of gebruik van de toeslagzuil minder. Per reistransactie zijn opgeslagen het tijdstip van de transactie, het soort transactie, het bedrag van de transactie, de code van de apparatuur die de transactie heeft uitgevoerd (bij een voertuig het voertuignummer), de halte- of stationcode, het lijnnummer en ritnummer bij het voertuig, en het vervoersbedrijf. De oudste transactie wordt steeds overschreven door de nieuwste. Het soort en het bedrag, de datum, de tijd en het eventuele voertuignummer zijn bij automaten van alle bedrijven te lezen, maar het vervoerbedrijf en bijvoorbeeld de halte- of stationscode niet (laat staan de halte- of stationsnaam). Soms lopen de klokken van de kaartlezers van verschillende vervoerders niet gelijk waardoor het voor kan komen dat een transactie geregistreerd wordt met een eerdere tijd dan de vorige. Op sommige transactieoverzichten staan de transacties in de werkelijke volgorde, op andere in volgorde van de geregistreerde tijd.
- De laatste twee oplaadtransacties (saldo of product laden, automatisch opladen).
- Reisproducten: hiervoor is een aantal geheugengebieden beschikbaar. De inrichting van de gegevens verschilt per product.
- Het gegeven "automatisch opladen", en het bedrag dat bij een laag saldo wordt opgeladen.
- Het aantal tariefeenheden gereisd met de trein tot aan de laatste check-uit, voor zover potentieel relevant (geweest) voor de langeafstandskorting.

Zie ook inzage van de gegevens op de OV-chipkaart.
De gegevens op de kaart zijn voor wat betreft transacties die met de kaart zijn uitgevoerd volledig up-to-date, terwijl die in de centrale database vertraagd worden bijgewerkt (dit duurt vaak één tot anderhalve dag, zie ook onder).
Als men bijvoorbeeld twijfelt of men wel heeft uitgecheckt kan men dat soms alsnog doen; bij NS kan dit binnen 6 uur na inchecken, mits op dezelfde dag (waarbij een dag 28 uur is, van 0 tot 4 uur). Als echter op het transactieoverzicht op internet het uitchecken niet vermeld staat betekent dit door de genoemde vertraging niet dat men het inderdaad niet gedaan heeft. Men zal dan naar een automaat moeten om hierachter te komen (dit hoeft geen NS-automaat te zijn), en als blijkt dat men inderdaad niet heeft uitgecheckt naar een station toe moeten om dat alsnog te doen.
Ook bij controle en bij uitchecken wordt voornamelijk gebruikgemaakt van de gegevens op de kaart zelf. Voor wat betreft het raadplegen van eerdere transactiegegevens bij een automaat geldt wel, zoals gezegd, de beperking dat de oudste gegevens steeds van de kaart worden gewist, en dat per transactie de volledige informatie alleen te raadplegen is bij een automaat van de betrokken vervoerder.
Er zijn ook transacties waarbij de gegevens eerst alleen in de database staan en pas later op de kaart komen, zoals het bij het bestellen van een product via internet, het opladen van het saldo via internet, en het blokkeren van de kaart wegens fraude. Bij een kaartlezer kan het blokkadegegeven op de kaart worden aangebracht; bij een automaat kan men op basis van gegevens uit de database (door de automaat live geraadpleegd of periodiek gedownload naar de automaat) de bestelde producten en het klaarstaande oplaadsaldo ophalen, d.w.z. de kaart op deze punten bijwerken. Het systeem van bestellen op internet en vervolgens ophalen bij een automaat heet NAL (National Action List).
Bij sommige reisproducten worden niet alle gegevens op de kaart opgeslagen. Zo bevindt de uiterste geldigheidsdatum van een voordeelurenabonnement zich in een centrale database. Het is daardoor mogelijk de geldigheid met een jaar te verlengen zonder dat de reiziger de kaart hoeft af te staan. De treinconducteur heeft verbinding met de database of gedownloade data uit de database om de geldigheid te kunnen controleren. 

## Privacy en veiligheid
Bij alle typen OV-chipkaart worden de transactiegegevens door TLS vastgelegd en bij de persoonlijke kaarten ook persoonsgegevens, wat onder meer nodig is voor verrekening tussen de ov-bedrijven (behalve bij wegwerpkaarten), om kaartsaldo's niet alleen op de kaarten maar ook centraal bij te houden, en om de reiziger transactieoverzichten te kunnen bieden. De reistransacties worden gescheiden verwerkt van de persoonsgegevens van de reiziger, zodat niet direct inzichtelijk wordt waar iemand gereisd heeft. Ook kunnen alleen geautoriseerde medewerkers onder strikte voorwaarden bij de gegevens. Politie en justitie maken met regelmaat gebruik van de reisgegevens.

### Anonimiteit
Leeftijdskorting (voor 4 t/m 11 jaar en 65-plussers) is, in tegenstelling tot de roze strippenkaart, anoniem niet meer mogelijk. Dit is nadelig voor incidentele reizigers (bijvoorbeeld toeristen) die in aanmerking komen voor leeftijdskorting, maar geen persoonlijke chipkaart hebben. Een persoonlijke OV-chipkaart kan zelfs niet aangeschaft worden door toeristen (behalve als de toerist woonachtig is in België, Duitsland of Luxemburg). De partijen GroenLinks en de VVD bespraken dit probleem op 16 maart 2011. Ze wilden dat er een "roze" anonieme chipkaart zou komen voor ouderen. Rover voegde eraan toe dat de roze kaart dan ook voor kinderen geldig zou moeten zijn. Daarbij moet nog worden opgemerkt dat er bij de trein verschil is tussen kinderen die alleen reizen en kinderen die in gezelschap reizen (Railrunner). Er zijn echter geen plannen om een anonieme kortingschipkaart in te voeren.

### Gegevens op de OV-chipkaart
Door opslag van transacties op de chip heeft de reiziger de mogelijkheid om bij balie, automaat of conducteur na te gaan wat de laatste transacties zijn geweest, vergelijkbaar met vastgelegde transacties op de chipknip van bankkaarten. Een conducteur zou bij de controle ook reistransacties van eerdere reizen en oplaadtransacties kunnen inzien zonder dat de reiziger het merkt, maar voorschrift is dat medewerkers van ov-bedrijven dit alleen doen op verzoek van de reiziger.

### De OV-sector en privacy
Koninklijk Nederlands Vervoer (KNV) heeft met de OV-bedrijven een Gedragscode verwerking persoonsgegevens OV-chipkaart door OV-bedrijven.
In de Gedragscode wordt beschreven op welke wijze de OV-bedrijven omgaan met persoonsgegevens in hun verschillende bedrijfsprocessen. Na onderhandelingen met het College Bescherming Persoonsgegevens is tussen de OV-sector en CBP overeengekomen dat een beperkt aantal afgeleide reisgegevens door de OV-bedrijven gebruikt kan worden voor marketing ten behoeve van reizigersgroei en reizigersspreiding.
Door middel van deze afgeleide reisgegevens, namelijk reisfrequentie, tijdsduur die is verstreken na de laatste reis, binnen/buiten spits reizen, voorkeurstrajecten en voorkeursstations, krijgen bedrijven voldoende gegevens in handen die gebruikt kunnen worden voor service- en dienstverlening aan de klant, bijvoorbeeld over wijzigingen op stations en trajecten. Reizigers hebben te allen tijde het recht aan te geven hier geen prijs op te stellen (opt-out). Het CBP concludeerde dat het bedrijfseconomische belang en de Wet bescherming persoonsgegevens op harmonieuze wijze hier met elkaar in evenwicht zijn (bron: brief van CBP aan Staatssecretaris Huizinga-Heringa, 6 november 2008). Voor gebruik van gedetailleerde reisgegevens is vooraf toestemming van de klant nodig (opt-in).

### Fraudebestendigheid
Studenten van de Universiteit van Amsterdam waren erin geslaagd wegwerpkaartjes te hacken, zo kwam begin juli 2007 in het nieuws. Door een fout in de software van de kaartlezers kon er met gemanipuleerde wegwerpkaartjes worden gereisd. Zij vonden een methode om de wegwerpkaartjes te resetten, waardoor deze onbeperkt hergebruikt kunnen worden. Ze wonnen hiermee Joop Bautz Information Security Award 2007. De softwarefout die de hack mogelijk maakte werd op 26 juli 2007 door Trans Link Systems hersteld.
Op 28 december 2007 claimen de Duitse hackers Karsten Nohl en Henryk Plötz, op de Chaos Communication Congress, dat ze de werking van MIFARE Classic kaarten, waaronder de abonnementsversie van de OV-chipkaart, deels hebben blootgelegd. Door de chip in laagjes op te delen, deze te fotograferen en extreem uit te vergroten, probeerde ze de logica  van het encryptie algoritme achterhalen en reconstrueren.  Ze geven aan de sleutels van de kaart nog niet te hebben gevonden. Zij toonden diverse zwaktes aan in het encryptiealgoritme van de kaart. Met ca. 100 euro aan apparatuur zou de datacommunicatie van een kaart binnen een week gekraakt kunnen worden. Op 8 januari 2008 eist reizigersvereniging ROVER dat het gebruik van de kaart wordt uitgesteld totdat duidelijkheid is verkregen omtrent de veiligheid. Dit naar aanleiding van berichten dat de kaart eenvoudig gehackt kan worden (zie ook vorige nieuwsitem). In EénVandaag bagatelliseert een woordvoerder van Interpay de problemen, maar ook wordt gemeld dat TNO een onderzoek gaat uitvoeren.
Op 14 januari 2008 wordt gemeld dat Roel Verdult, student aan de Radboud Universiteit Nijmegen, de wegwerpversie van de OV-chipkaart (deze wegwerp-versie bevat de ultralightchip), die geen encryptie bevat, kan nabootsen met een simpel apparaatje genaamd ghost. De Ghost is een soort spion in de vorm van een platte kaart die de communicatie tussen het wegwerpkaartje en de lezer kan opvangen, kopiëren en nabootsen. De Ghost kan ook de informatie veranderen waardoor er onbeperkt gereisd kan worden. Trans Link Systems geeft aan altijd de mogelijkheid van deze fraude te hebben onderkend, maar het als een aanvaardbaar risico te beschouwen.
Op 17 januari 2008 houdt de Tweede Kamer een spoeddebat naar aanleiding van de gebleken kopieerbaarheid van de wegwerpkaart. Staatssecretaris Huizinga wijst erop dat de Kamer zelf enkele jaren geleden uitbesteding aan private organisaties wenste en zegde toe (alleen) een regierol op zich te nemen - bestaande uit het monitoren, analyseren en het laten oplossen van risico’s. Hiermee voorkomt ze dat er een motie van wantrouwen tegen haar wordt ingediend.
Op 26 februari 2008 presenteert TNO de resultaten van het onderzoek waarin de veiligheid van de ov-chipkaart tegen het licht wordt gehouden. Naar aanleiding van de bevindingen op het chaos communication congress, worden de kwetsbaarheden onderzocht en wordt beken wat de impact is.
Op 10 maart 2008 weerspreekt de Duitse hacker Karsten Nohl de conclusie van een TNO-rapport dat een snelle hack van de OV-chipkaart dure apparatuur zou vergen. Hij heeft een document gepubliceerd waarin hij een aanval beschrijft die de geheime sleutels van de Mifare Classic 4k-chip binnen minuten ontfutselt en die met een gewone desktop-pc uit te voeren is.
Op 14 april 2008 presenteert staatssecretaris Huizinga de contra-expertise van de Royal Holloway University of London (RHUL). De RHUL concludeert onder meer dat "TNO te veel is uitgegaan van de huidige stand van de techniek om toekomstige aanvallen goed in te schatten" (een conclusie die TNO zelf ook al trok in een in maart gepubliceerd onderzoek). Daarnaast zou TNO zijn "uitgegaan van de huidige omvang van het systeem (pilots Rotterdam/Amsterdam/NS), en heeft daarmee geen rekening gehouden met de toekomstige financiële waarde in het systeem bij nationale uitrol." In reactie hierop zegt Huizinga te twijfelen aan invoering op 1 januari 2009.
Op 6 mei 2008 werd duidelijk dat een Kamermeerderheid wil doorgaan met de OV-chipkaart, dit mede nadat een Kamerdelegatie Londen heeft bezocht, waar een kaart met dezelfde chip, de Oyster Card, al jaren wordt gebruikt. Begin juni 2008 blijkt het RHUL-onderzoek aangepast te zijn voordat het bij de Kamer terechtkwam. De RHUL-onderzoekers concludeerden in eerste instantie namelijk dat de OV-chipkaart direct moest worden vervangen. Die conclusie werd na overleg met ambtenaren echter vervangen door het advies om de oplossingen van TNO "zo snel mogelijk op hun bruikbaarheid te onderzoeken". Op 18 juni 2008 vertelt Radboud Universiteit-onderzoeker Wouter Teepe aan de Tweede Kamer dat zijn team erin geslaagd is gratis te reizen in Londen met de Oyster Card. Tevens melden de Nijmeegse onderzoekers bezig te zijn aan een open ontwerp voor een veiligere OV-chipkaart. Er zou overigens inmiddels een 'waslijst' aan onderzoekers bezig zijn de zwakheden in de kaart te onderzoeken.
Op 25 juni 2008 reageert staatssecretaris Huizinga in antwoord op Kamervragen dat ze de onderzoekers wil wijzen op hun 'maatschappelijke verantwoordelijkheid' voordat deze hun resultaten publiceren op de ESORICS08-conferentie.
Op 7 juli 2008 spant NXP een kort geding tegen de Radboud Universiteit aan, om te voorkomen dat deze bepaalde informatie over de tekortkomingen in de kaart publiceert. Het gaat om de publicatie Dismantling Mifare Classic, dat de onderzoekers willen publiceren op de ESORICS08-conferentie. In maart publiceerden enkelen van hen al de publicatie A Practical Attack On The Mifare Classic.
Op 18 Juli 2008 volgt de uitspraak waarin de vorderingen van NXP worden afgewezen. Er kan zonder nadere bewijslevering niet van worden uitgegaan dat het algoritme van de chip een auteursrechtelijk beschermd werk is. Evenmin komt het algoritme van de chip in aanmerking voor geschriftenbescherming, omdat vaststaat dat het algoritme niet door NXP op enigerlei wijze ter beschikking van het publiek is gesteld. De publicatie valt ook onder de vrijheid van meningsuiting. NXP kon niet aantonen dat er een dringende maatschappelijke noodzaak was om de publicatie te verbieden.
In januari 2011 is programmatuur verschenen waardoor het manipuleren van de gegevens op de kaart ook zonder technische kennis mogelijk is. Dit betekent dat de MIFARE-kaart gekopieerd en/of gemanipuleerd kan worden. Hierdoor is het onder andere mogelijkheid dat kwaadwillenden de chipkaart van een reiziger ongemerkt kopiëren en vervolgens reizen op de gekopieerde kaart. Daarnaast kan bijvoorbeeld het saldo op de kaart worden verhoogd zonder daar aan de bevoegde instanties voor te betalen, zodat kwaadwillenden vrij kunnen reizen of de kaart kunnen verkopen aan een helende of naïeve reiziger. Volgens Trans Link Systems is dit echter niet mogelijk zonder dat dit opvalt in het computersysteem. De kaartgegevens moeten immers corresponderen met de dubbele boekhouding van de kaarten bij Trans Link Systems. In diverse televisieprogramma's werd hieraan aandacht besteed. Minister Schultz van Haegen gaf in de Tweede Kamer aan dat de productie van een beter beveiligde chipkaart aan het eind van 2011 zou kunnen beginnen. Voor verwante producten, zoals toegangspassen voor kantoren die met de MIFARE-chip zijn gemaakt, vormt de hack ook een probleem omdat het mogelijk is met een gekopieerde kaart in een beveiligde omgeving te komen.
Onderzoeksjournalist Brenno de Winter van PC-Active slaagde er in januari 2011 in, diverse ritten te maken op gemanipuleerde kaarten, zonder dat dit gedetecteerd werd, noch door controleurs ter plaatse, noch door de backoffice van Trans Link Systems. De Winter onderzoekt de chipkaart sinds 2007 en heeft zich enkele malen kritisch uitgelaten over de privacygevoeligheid ervan en de vertraging en kostenoverschrijding bij de invoering. In de zomer van 2011 startte het Openbaar Ministerie een strafrechtelijk onderzoek naar de door De Winter gepleegde fraude. De journalist beroept zich op het maatschappelijk belang, dat gediend is met het aantonen van lekken in de beveiliging van de OV-chipkaart. Of het tot een rechtszaak zal komen, is nog niet bekend. Wegens het principiële karakter trok deze zaak zelfs internationaal de aandacht.
Op 25 februari 2011 schreef minister Schultz aan de Tweede Kamer dat zij in de fraude met de OV-chipkaart geen aanleiding ziet, afschaffing van de strippenkaart nog verder uit te stellen. De geschatte jaarlijkse strop door zwartrijden met de chipkaart, 9 miljoen euro, zinkt in het niet bij de kosten van het in de lucht houden van twee kaartsystemen.
In juli 2011 kwam een grootschalige fraude aan het licht met gemanipuleerde OV-chipkaarten die werden aangeboden via internet. Op deze anonieme kaarten was via manipulatie 150 euro saldo geplaatst. De kaarten werden aangeboden als dagkaart voor het Nederlandse spoorwegnet.
Sinds augustus 2011 zit er in nieuwe anonieme chipkaarten een nieuwe chip, de Infineon SLE-66 (het heeft voor een dader weinig zin om met zijn persoonlijke kaart te frauderen, omdat de fraude achteraf ontdekt wordt, daarom worden de oude chips nog wel daarin gebruikt). Deze moet het kraken en zwartrijden moeilijker maken. Deze chip is echter ook al gekraakt in 2010, dit zou echter een stuk lastiger zijn dan het kraken van de oude chip.
Sinds eind 2012 is er overgegaan op de Infineon SLE-77

### Diefstal
Diefstal van lege OV-chipkaarten uit automaten of winkeltjes is nauwelijks interessant. Saldo wordt pas bij uitgifte op de kaart gezet. De nummers van kaarten zijn bekend en kunnen automatisch geblokkeerd worden. Hierdoor kunnen OV-chipkaarten vanaf plekken worden verkocht waar het te riskant is om strippenkaarten te verkopen, zoals openbare kaartautomaten. Vanwege herhaaldelijke inbraak is de NS bijvoorbeeld al in 2001 gestopt met het verkopen van strippenkaarten vanuit zijn automaten. De OV-chipkaart kan nu echter weer gewoon bij de NS automaten gekocht worden.

## OV-pas
De OV-pas is de beoogde opvolger van de OV-chipkaart. Van april tot en met augustus 2024 werd hiermee een proef uitgevoerd in de bussen van Keolis in Almere. Voor deze proef werd een OV-pas uitgegeven door bunq en beheert die bank ook het saldo dat aan de pas gekoppeld is. In augustus werd de samenwerking met bunq voor de OV-pas gestaakt, waardoor de uitrol vertraging oploopt. In april 2025 startte een proef met een aangepaste OV-pas, wederom in bussen in Almere.